# Mehmet Oktav
Mehmet Oktav   (Constantinoble, 1917 - 6 d'abril de 1996) va ser un lluitador turc, especialista en lluita grecoromana, que va competir durant les dècades de 1940 i 1950.
El 1948 va prendre part en els Jocs Olímpics d'Estiu de Londres, on guanyà la medalla d'or en la categoria del pes ploma del programa de lluita grecoromana.
Una vegada retirat, el 1953, passà a exercir d'entrenador nacional durant 17 anys.